# Meitetsu Okoshi-Linie
| Endstation Okoshi (1941) |                           |                           |              |
| Streckenlänge: | 5,6 km                    |                           |              |
| Spurweite: | 1067 mm (Kapspur)         |                           |              |
| Stromsystem: | 600 V =                   |                           |              |
| Zweigleisigkeit: | nein                      |                           |              |
| |                           |                           |              |
| Gesellschaft: | Meitetsu (Nagoya Tetsudō) |                           |              |
| \| \| \| Nagoya-Hauptlinie \| 1900– \| \| \| –0,3 \| Shin-Ichinomiya (新一宮) \| 1924–1952 \| \| \| \| Nagoya-Hauptlinie \| 1900– \| \| \| \| \| \| \| \| \| Meitetsu Bisai-Linie \| 1914– \| \| \| 0,0 \| Shin-Ichinomiya \| 1952–1953 \| \| \| 1,0 \| Ichinomiya Byōinmae \| 1929–1953 \| \| \| \| (一宮病院前) \| \| \| \| 1,7 \| Mabiki (馬引) \| 1924–1953 \| \| \| 2,4 \| Kagoya (篭屋) \| 1924–1953 \| \| \| 2,9 \| Owari-Sanjō (尾張三条) \| 1924–1953 \| \| \| \| Depot Sanjō \| \| \| \| 3,4 \| Nishi-Sanjō (西三条) \| 1924–1953 \| \| \| 3,6 \| Shin-Sanjō (新三条) \| 1925–1953 \| \| \| 4,3 \| Owari-Nakajima (尾張中島) \| 1924–1953 \| \| \| 4,8 \| Nishi-Nakajima (西中島) \| 1930–1953 \| \| \| 5,3 \| Okoshi (起) \| 1924–1953 \| |                           |                           |              |
| |                           | Nagoya-Hauptlinie         | 1900–        |
| Haltepunkt / Haltestelle · U-Bahn-Kopfbahnhof Streckenanfang (Strecke außer Betrieb) | –0,3                      | Shin-Ichinomiya (新一宮)  | 1924–1952    |
| Abzweig geradeaus und nach rechts · U-Bahn-Strecke (außer Betrieb) |                           | Nagoya-Hauptlinie         | 1900–        |
| Verschwenkung nach links · U-Bahn-Verschwenkung nach rechts (Strecke außer Betrieb) |                           |                           |              |
| U-Bahn-Abzweig mit Eisenbahn ehemals geradeaus und nach rechts |                           | Meitetsu Bisai-Linie      | 1914–        |
| U-Bahn-Haltepunkt / Haltestelle (Strecke außer Betrieb) | 0,0                       | Shin-Ichinomiya           | 1952–1953    |
| U-Bahn-Haltepunkt / Haltestelle (Strecke außer Betrieb) | 1,0                       | Ichinomiya Byōinmae       | 1929–1953    |
| U-Bahn-Strecke (außer Betrieb) |                           | (一宮病院前)              | (一宮病院前) |
| U-Bahn-Haltepunkt / Haltestelle (Strecke außer Betrieb) | 1,7                       | Mabiki (馬引)             | 1924–1953    |
| U-Bahn-Haltepunkt / Haltestelle (Strecke außer Betrieb) | 2,4                       | Kagoya (篭屋)             | 1924–1953    |
| U-Bahn-Haltepunkt / Haltestelle (Strecke außer Betrieb) | 2,9                       | Owari-Sanjō (尾張三条)    | 1924–1953    |
| U-Bahn-Betriebsstelle Streckenanfang und quer · U-Bahn-Abzweig geradeaus und nach rechts (Strecke außer Betrieb) |                           | Depot Sanjō               | Depot Sanjō  |
| U-Bahn-Haltepunkt / Haltestelle (Strecke außer Betrieb) | 3,4                       | Nishi-Sanjō (西三条)      | 1924–1953    |
| U-Bahn-Haltepunkt / Haltestelle (Strecke außer Betrieb) | 3,6                       | Shin-Sanjō (新三条)       | 1925–1953    |
| U-Bahn-Haltepunkt / Haltestelle (Strecke außer Betrieb) | 4,3                       | Owari-Nakajima (尾張中島) | 1924–1953    |
| U-Bahn-Haltepunkt / Haltestelle (Strecke außer Betrieb) | 4,8                       | Nishi-Nakajima (西中島)   | 1930–1953    |
| U-Bahn-Kopfbahnhof Streckenende (Strecke außer Betrieb) | 5,3                       | Okoshi (起)               | 1924–1953    |

Die Meitetsu Okoshi-Linie (jap. 名鉄起線 Meitetsu Okoshi-sen) war eine Straßenbahnlinie in Japan. Sie war von 1924 bis 1953 in Betrieb, gehörte zuletzt der Bahngesellschaft Meitetsu (Nagoya Tetsudō) und befand sich in Ichinomiya in der Präfektur Aichi.

## Streckenbeschreibung
Die in Kapspur (1067 mm) verlegte Strecke war 5,3 km lang und mit 600 V Gleichspannung elektrifiziert. Ihr östlicher Ausgangspunkt war der Bahnhof Shin-Ichinomiya (heute Meitetsu Ichinomiya), wo Anschluss an die Meitetsu Nagoya-Hauptlinie bestand. Sie teilte sich auf einem kurzen Abschnitt die Trasse mit der Meitetsu Bisai-Linie. Anschließend verlief sie straßenbündig in westlicher Richtung nach Okoshi, in der Nähe des Ufers des Flusses Kiso gelegen. Auf ihrer gesamten Länge war die Strecke eingleisig, sie hatte keine Ausweichen.

## Geschichte
Am 25. März 1922 gründete sich die Bahngesellschaft Sotō Denki Kidō (蘇東電気軌道), die eine Straßenbahn zwischen dem Bahnhof und dem Stadtzentrum von Ichinomiya plante. Noch während der Bauarbeiten übernahm die Nagoya Tetsudō das Unternehmen. Sie eröffnete am 1. Februar 1924 die Strecke zwischen den Haltestellen Shin-Ichinomiya und Okoshi. Am 20. Dezember 1930 wurde sie um rund 300 Meter näher an den Bahnhof herangeführt, wofür es notwendig war, einen kurzen Teil der Bisai-Linie mitzubenutzen. Ebenfalls 1930 ging die Strecke an die Meigi Tetsudō über, die ihrerseits 1935 in der Meitetsu aufging.
Ein großes Problem der Straßenbahn war, dass ihre Kapazität nicht genügend groß war, um die steigende Nachfrage zu befriedigen. Aufgrund der geringen Breite der befahrenen Straßen fehlte auch der Platz für einen zweigleisigen Ausbau. Um die Überlastung zu verringern, plante die Meitetsu deshalb die Einführung von Buslinien entlang breiterer Parallelstraßen. Da die Oberleitungsspannung der Bisai-Linie am 24. Dezember 1952 von 600 auf 1500 V erhöht wurde, musste die Straßenbahn zur ursprünglichen Endhaltestelle in der Nähe des Bahnhofsvorplatzes zurückgezogen werden. Am 1. Juni 1953 erfolgte die Betriebseinstellung der Straßenbahn und die Umstellung auf Busbetrieb.